# Zweifelscheid
Zweifelscheid là một đô thị ở huyện Bitburg-Prüm, trong bang Rheinland-Pfalz, phía tây nước Đức. Đô thị Zweifelscheid có diện tích 1,81 km², dân số thời điểm ngày 31 tháng 12 năm 2006 là 48 người.